# Franck Krawczyk
Pour les articles homonymes, voir Krawczyk.
 (juillet 2021).
Franck Krawczyk, né en 1969, est un compositeur français.

## Biographie
Franck Krawczyk suit une formation classique à Paris, il y étudie le piano, l'analyse et l'écriture puis part à Lyon étudier la composition où il est actuellement professeur de musique de chambre (conservatoire national supérieur de musique et de danse de Lyon). 
Il fonde avec Jacques Aboulker l’ensemble Haute Trahison et reçoit à vingt ans sa première commande du Festival d’automne à Paris (Quasi una sonata, piano/1989). Il écrit de nombreuses pièces pour instruments solistes et ensembles de chambre jouées dans les festivals aussi bien en France qu’à l’étranger. Sa première œuvre pour orchestre, commande de Radio-France, (Ruines/2000), reçoit le prix Hervé-Dugardin et de la SACEM. Il reçoit le Grand Prix Radio-Classique comme compositeur en 2001. Le New York Philharmonic lui commande une œuvre en hommage à Henri Dutilleux (Après/2016). Son premier opéra, commande de l’Opéra-Comique, est créé dans le parking du centre Pompidou (Fosse /2020 avec Christian Boltanski et Jean Kalman).
Les rencontres fortes et l'amitié vont l'inciter à approfondir la relation de la musique avec d'autres arts. Avec Christian Boltanski et Jean Kalman, il crée une douzaine d’opus en France et à l’étranger dans des lieux d’art contemporain et des maisons d’opéras.
En 2010, il crée une œuvre pour orchestre, chœurs et violoncelle solo, Polvere, dans le cadre de « Monumenta-Christian Boltanski » au Grand Palais (reprise à New York et Milan) puis en février 2016 Pleine Nuit,  commande de l'Opéra-Comique (Paris), dans le théâtre en travaux et présentent, l'année suivante, Ultima  à Bologne en juin 2017 à l'Arena del Sole, puis Voor / Na  à la Oude Kerk à Amsterdam dans le cadre de l'exposition consacrée à Christian Boltanski (avril 2018).
Il aborde le théâtre avec Julie Brochen Je ris de me voir si belle, puis il engage une longue collaboration avec Peter Brook et Marie-Hélène Estienne, qui a déjà donnée trois productions importantes, Love Is My Sin, Une flûte enchantée et The Suit.
Son rapport avec la danse se fait grâce à Emio Greco et Pieter C. Scholten (ICK/ Centre chorégraphique Amsterdam). Il adapte la Passion selon St-Matthieu  de J.S. Bach dans différents formats : pour un danseur et orchestre de trente musiciens, Purgatorio -In Visione  (2008, création Amsterdam puis tournée en France), en un duo piano-danse, Passione in Due  (2012, tournée internationale en 2012 et 2013) puis pour sept danseurs et un pianiste, Passione (2015) avec le Ballet national de Marseille. En 2018, ils créent Apparition , pour piano, cinq danseurs et un chœur d'enfants, d'après les Kindertotenlieder de Mahler (en tournée en France et en Europe).
Gardant un lien étroit avec le répertoire classique par la transcription, Franck Krawczyk collabore avec Laurence Equilbey pour le Chœur Accentus (Vivaldi, Chopin, Schubert, Liszt, Wagner, Mahler, Schönberg) et avec la violoncelliste Sonia Wieder-Atherton (Janacek, Mahler, Rachmaninov, Monteverdi…).
En étroite relation avec le répertoire de musique de chambre, il écrit un cycle de trios avec piano. Le premier, Witch Trio (commande du CIMCL et de La Belle Saison) a été créé par le Trio Karénine.

## Transmission, transcription, médiation
Ces collaborations modifient profondément son rapport aux codes du concert. Ainsi, compositeur en résidence au théâtre de Saint-Quentin-en-Yvelines Scène nationale de 2011 à 2013, il présente avec Plein Jour à la fois des projets de création très contrastés et mène de nombreuses missions d’actions culturelles auprès des scolaires et des milieux associatifs.
Ce rapport direct de l’interprète avec son public influe aussi sur sa pratique d’enseignant. Professeur de musique de chambre au CNSMD de Lyon où il enseigne depuis 1996, il initie en tant que directeur de département (2012-2017) un master de musique de chambre et y fait inscrire un projet de médiation culturelle afin que les futurs musiciens professionnels pensent aussi la musique hors des lieux de concert. Chaque étudiant doit désormais construire un projet qui lui donne l’occasion d’un partage avec un public à conquérir : prisons, hôpitaux, établissements scolaires défavorisés.
Ce double engagement (composition et transmission) lui donne envie d’écrire une pièce pour le jeune public, Rejouer, créée en novembre 2013, en tournée dans la France entière. Il prolonge l’expérience avec la série intitulée La Mélodie des choses invitant le public de l’Opéra-Comique à un dialogue musical construit à partir des objets proposés par les spectateurs, autour du piano.
Avec Plein Jour accompagné depuis 2015 par Mécénat musical Société générale, il engage un dialogue avec des personnes en difficulté d’expression : enfants accueillis en hôpital de jour, réfugiés politiques, jeunes déscolarisés et primo-arrivants…. Puis ils initient, en partenariat avec le théâtre des Bouffes du Nord, la série L’opéra c’est vous qui invite chacun à prendre la parole à travers une œuvre du répertoire lyrique. Cette appropriation aboutit à la présentation au théâtre d’une création riche des imaginaires multiples.
Parallèlement, toujours pour partager les œuvres du répertoire avec le public le plus large, ils créent en 2017 È Così ! d’après Così fan tutte de Mozart, puis L’Affaire Clemenza en 2021 d’après La Clémence de Titus. Affranchies des codes historiques et portées par de jeunes professionnels, ces adaptations rejouent au présent le questionnement des protagonistes, effaçant la distance entre la personne et le personnage.
Son travail de compositeur porte naturellement la trace de cette complexité, incluant des pièces originales « classiques » et des transcriptions, jusqu’à des œuvres très vastes pour des lieux inattendus. Il écrit actuellement deux partitions d’envergure en parallèle : un concerto pour la violoncelliste S. Wieder-Atherton, et une fresque sur les Hymnes et leurs sources, destinée au chœur des Collèges du département des Hauts de Seine, avec Insula Orchestra (direction L. Equilbey).

## Compositions

### Opéra
Commande de l’Opéra-Comique
Création mondiale pour soprano, violoncelle solo, ensemble de violoncelles, guitares électriques, pianos, percussions et chœur
le 10 janvier 2020 à l’occasion de l’exposition consacrée à Christian Boltanski en collaboration avec Christian Boltanski et Jean Kalman, représenté dans le parking du centre Pompidou

### Pièces pour orchestre
- Ruines pour orchestre,commande de Radio-France pour le concert anniversaire de Gilbert Amy, créé le 23 mars 1995
- Après pour orchestre, commande du New York Philharmonic Orchestra avec le soutien du Marie-Josée Kravis Prize for New Music, crée le 27 avril 2016 au Lincoln Center à New York

### Pièces pour chœur
- Lacrimosa pour chœur (2000), transcription de l’Étude op.10 n°6 de Chopin, 4 min.
- Lulajze Lulaj ! pour chœur, commande du Chœur Accentus, transcription d’un extrait du largo de la Sonate n°3 pour piano de Chopin, créé le 25 novembre 2000 à Paris, 4 min.
- Amen pour chœur, transcription du Prélude op.28 n°2 de Chopin, créé  le 25 novembre 2000 à Paris, 4 min.
- Huitième Nuit pour chœur, commande du Festival d’Automne et de la Sacem, créé par le chœur Accentus le 25 novembre 2000 à Paris, 15 min.
- Bruder Jakob pour chœur de chambre, commande de la Cité de la Musique et du Jeune Chœur de Paris, créé le 29 janvier 2003 à Paris
- L’Hiver pour chœur (2006), transcription d’après les Quatre Saisons de Vivaldi
- Le Champ des morts pour chœur (2006), transcription d’après Alexander Nevski de S. Prokofiev
- Weinen, Klagen, Sorgen, Zagen pour chœur et piano (2006), commande du Chœur Accentus, transcription d’après Bach et Liszt, créé par le chœur Accentus et Brigitte Engerer le 6 avril 2006 à Monaco, Printemps des Arts
- M.W. nach Tristan pour chœur, transcription de deux Wesendonck Lieder de R. Wagner, commande du chœur Accentus (2007)
- Repetitio/ Ihr stürtz nieder pour chœur, commande du chœur Accentus (2008)
- Farben no 350-3 pour chœur de chambre, transcription de l’op. 16 no 3 de A. Schoenberg, commande du Chœur Accentus, créé en avril 2002 à Paris
- Nuages gris (2009)
- Nacht und Traüme (2009)
- Der Doppelgänger (2009)

### Pièces pour piano
- Dialogue du père et de l’enfant pour piano (1987)
- Toccata pour piano, commande de Radio France, créé en janvier 1992 à Paris, 8 min.
- Invention pour piano (1993) 5 min. / Editions Durand
- Quasi una sonata pour piano commande du Festival d’Automne, créé le 26 novembre 1996, 20 min. / Editions Durand
- Repetitio 6 pour piano, commande de la SOGEDA pour le Printemps des Arts, créé par Brigitte Engerer, le 6 avril 2006 à Monaco, Printemps des Arts
- Happy End for M pour piano à cinq mains
- Happy End for B, pour piano à sept mains, commande de la ville de Beauvais pour Pianoscope, créé à Beauvais les 6-7-8 octobre 2006

### Trio
- Scenes pour trio à cordes, commande de Radio France créé le 24 janvier 1993 à Paris, 12 min. /Editions Durand
- Macbeth Sonata pour piano, violon, violoncelle, commande de ProQuartet-Centre européen de musique de chambre, créé à Fontainebleau, le 9 juin 2007
- Solos pour piano, violon, violoncelle, commande du théâtre du Châtelet, créé par Alain Planès, Marko Rizzi et Marc Coppey, le 26 octobre 2001, env 12 min.
- Witch Trio pour piano, violon, violoncelle, commande du Concours international de musique de chambre de Lyon, avril 2018

### Quatuor
- Quatuor I « L’Inachevé », commande du musée du Louvre, créé le 3 novembre 1993 à Paris, 17 min. / Editions Durand
- Quatuor 2 « Coda », commande des Jeudis de l’Eté musical à Colmar, créé le 1er août 1996, 10 min. / Editions Durand

### Pièces pour instrument seul
- Sonate acte I pour violoncelle créé le 11 décembre 1989 à Paris, 7 min.
- Sonate acte II pour violoncelle créé en janvier 2001 à Nogent-sur-Marne, 13 min.
- Repetitio pour violoncelle, commande de Musique Nouvelle en liberté, créé le 20 octobre 2000 à Paris, 12 min.
- Transcriptio pour violoncelle seul, transcriptions des Préludes op.28 no 18, 1, 20, 24 de F. Chopin, créé le 25 novembre 2000 à Paris, env. 8 min.
- Repetitio pour cor commande du CNSMD de Lyon créé le 1er juin 1999, 9 min.
- Repetitio pour harpe commande de Musique Nouvelle en liberté pour Juventus créé par Jana Bouskova, 10 juillet 2002 à Cambrai
- Repetitio pour saxophones, commande de la SOGEDA pour le Printemps des Arts, créé en avril 2014 à Monaco, Printemps des Arts
- Repetitio pour percussions création le 10 mai 2016 au théâtre d’Arras dans le cadre de la Belle Saison
- Repetitio pour batterie et guitare électrique avec Jabbakai (2012)

### Pièces pour ensemble
- Kammerkonzert pour piano et neuf instruments (1989), commande du Festival d’Automne pour le Bicentenaire de la Révolution française, créé le 7 novembre 1989 à Paris (rév. 1992), 15 min. / Editions Durand
- Villes pour sextuor à cordes créé le 8 janvier 1991 à Lyon, Editions Durand
- Parade pour sept instruments (rév. 1994) (flûte, trompette, cor, clarinette basse, harpe, violon, violoncelle) commande du Haut Conseil culturel franco-allemand, créé le 16 novembre 1993 à Perpignan, 15 min.
- Quasi…phantasie pour voix et ensemble, orchestration d’un Lied de G. Mahler, créé à Rouen en octobre 2000
- Quasi…sérenade (2000) d’après une esquisse de Wagner
- Trois Chansons de France de C. Debussy, transcription pour orchestre à cordes, commande de Culture et Coopération pour l’année de l’Arménie en France, créé à Paris, théâtre du Châtelet le 20 avril 2007
- À la mémoire de Zulma pour trompette et piano Editions Durand
- Scenes pour violoncelle et piano, commande de l’Académie Villecroze, créé par Sonia Wieder-Atherton et Franck Krawczyk le 17 février 2001 à Paris, 15 min.
- Polvere pour violoncelle solo, ensemble et chœur, créé à Paris le 6 février 2010 / Grand Palais, Monumenta-Christian Boltanski
- Dawn pour quintette à vent, guitare électrique, voix et accordéon, créé à New York le 4 juin 2010/ Armory-Park Avenue, No Man’s land – C.Boltanski
- Polvere b pour violoncelle solo, quatuor à cordes et ensemble de violoncelles créé à Milan le 23 septembre 2010/ Hangar Bicocca / Personnes- C.Boltanski
- Futur antérieur pour cloître, ensemble de violoncelles, violoncelle solo et voix, création – commande du festival Les Inouïes 2016, pour l’espace du musée d’Arras, dans le cadre du Centenaire Henri Dutilleux.
- Lamento pour soprano, orgue, violoncelle et ensemble de violoncelles, création pour l’Abbaye de Lessay dans le cadre du festival Les Heures Musicales de Lessay le 4 août 2017
- Voor pour soprano, orgue, violoncelle solo, ensemble de violoncelles, accordéon et chœur d’enfants créé à Amsterdam le 6 avril 2018 / Oude Kerk / Exposition NA – C- Boltanski
- Na pour piano, quatuor vocal, violoncelle solo et ensemble de violoncelles créé à Amsterdam le 29 avril 2018 / Oude Kerk / Exposition NA – C- Boltanski

### Spectacles
- Une flute enchantée, avec Peter Brook et Marie-Hélène Estienne (opéra) créé à Paris/ théâtre des Bouffes du Nord 9 novembre 2010
- The Suit avec Peter Brook et Marie-Hélène Estienne (théâtre 2012)
- Passione in due avec Emio Greco et Pieter C. Scholten (danse) créé par F. Krawczyk à Amsterdam le 2 avril 2012
- Trilogie au Museo per la Memoria di Ustica :
  - Fuga pour violoncelle solo et ensemble et ensemble de violoncelle Créé à Bologne, le 25 septembre 2010, Museo per la Memoria di Ustica Premier acte de la trilogie accompagnant l’œuvre permanente de Christian Boltanski au Museo
  - Miroir noir pour deux chœurs et récitants Créé à Bologne, le 27 juin 2011, Museo per la Memoria di Ustica Deuxième acte de la trilogie accompagnant l’oeuvre permanente de Christian Boltanski au Museo
  - Rendez-vous pour soprano, quintette à vents, guitare électrique, piano et élèves musiciens Créé à Bologne, le 27 juin 2014, Museo per la Memoria di Ustica Dernier acte de la trilogie accompagnant l’œuvre permanente de Christian Boltanski au Museo
- Private Jokes duo pour piano et images, avec François Salès, créé au théâtre de Saint-Quentin-en-Yvelines, Scène nationale  le 19 mars 2013
- Rejouer conte musical pour piano, voix et accordéon, créé au théâtre de Saint-Quentin-en-Yvelines, Scène nationale le 5 novembre 2013
- To You ! pour chœur, trompettes, trombones, crécelles et accordéon d’enfant, performance musicale au Palais de Tokyo le 13 février 2014 dans le cadre de l’exposition d’Angelika Markul
- Pleine Nuit Boltanski / Kalman / Krawczyk, création dans l’Opéra-Comique en chantier, 13 février 2016
- Passione  Emio Greco et Pieter C. Scholten (danse) d’après la Passion selon saint Matthieu de J.S. Bach, pour sept danseurs et un pianiste
- Ultima Boltanski / Kalman / Krawczyk, création au Teatro Arena del sole, 27 juin 2017 (Bologne)
- E cosi ! pour six chanteurs et un pianiste d’après Cosi fan tutte de Mozart, résidence de création au festival des Arcs juillet 2017
- Apparition, Emio Greo – Pieter C.Scholten – Franck Krawczyk d’après Kindertotenlieder de Mahler avec le Ballet national de Marseille et chœur d’enfants, création le 2 décembre 2017

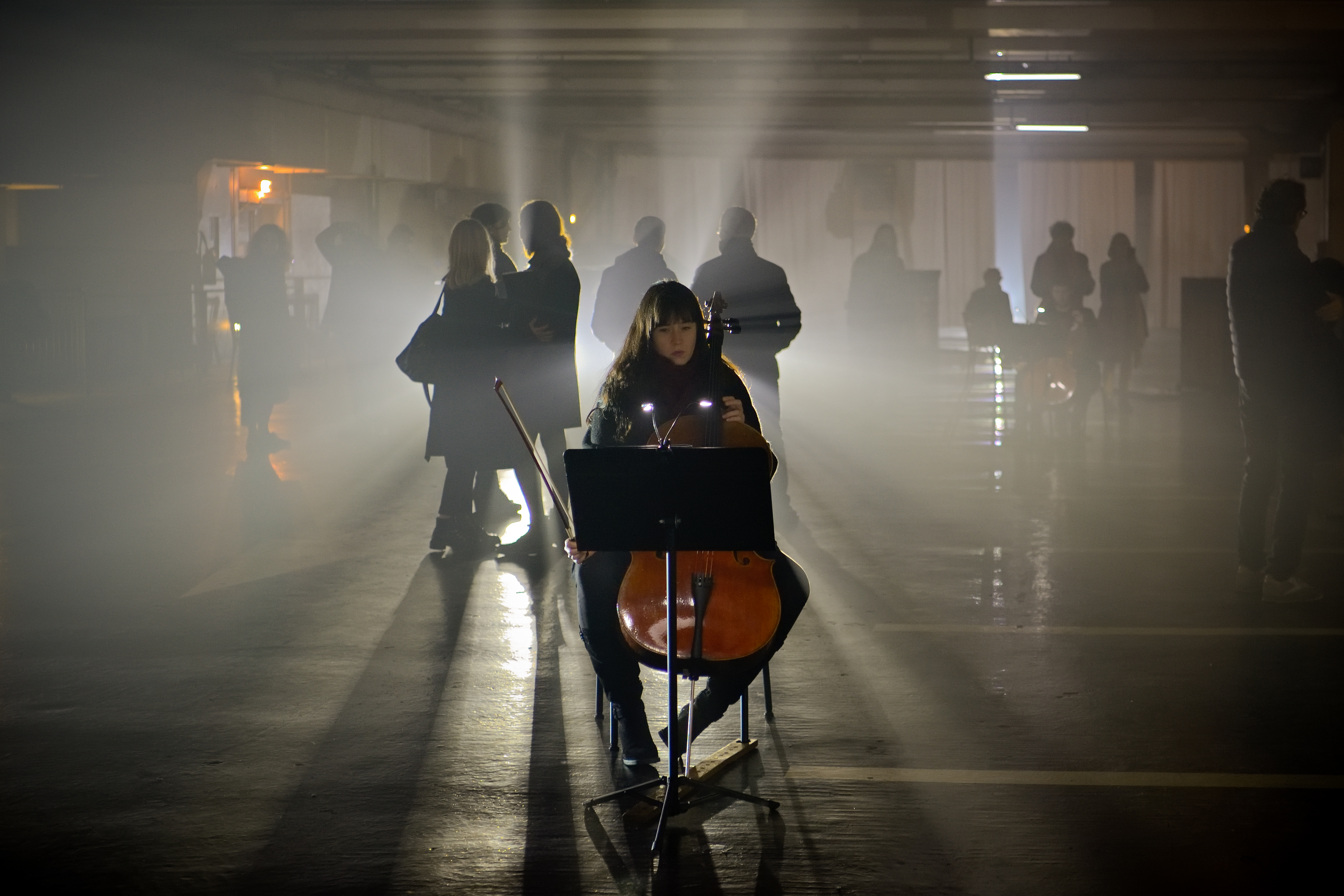
Représentation de Fosse dans le parking Berger, centre Pompidou, le 9 janvier 2020.